# Bohumil Kafka

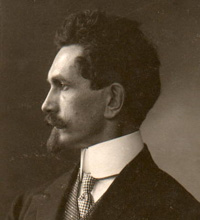
Bohumil Kafka

Bohumil Kafka (* 14. Februar 1878 in Nová Paka, Königreich Böhmen; † 24. November 1942 in Prag, Protektorat Böhmen und Mähren) war ein tschechischer Bildhauer und Professor an der Akademie der Bildenden Künste in Prag.

## Leben
Die Volksschule besuchte er zwischen 1884 und 1892 in seinem Heimatort. Abschließend ging er nach Hořice im Riesengebirge, wo er das Steinmetzhandwerk und Bildhauerei erlernte. 1897 siedelte er nach Prag um und inskribierte an der dortigen Akademie für Kunst, Architektur und Design, wo er von Stanislav Sucharda unterrichtet wurde. Nachdem er Kontakt zu Josef Václav Myslbek aufgenommen hatte, wurde er auch dessen Schüler. Danach setzte er seine Studien in Wien und Paris fort. In Paris – wo er zwischen 1904 und 1908 lebte – interessierte er sich vorwiegend für das Werk von Auguste Rodin, welches sein Schaffen wesentlich beeinflusste. In Paris hatte er im Jahre 1904 auch seine erste eigene Ausstellung. Studienreisen nach London, Berlin und Rom schlossen sich an.
Nach seiner Rückkehr arbeitete er zuerst im Atelier seines Lehrers Stanislav Sucharda, wo er als Suchardas Assistent an der Schaffung des Prager Denkmals für František Palacký mitwirkte. Das Denkmal wurde 1912 feierlich eingeweiht.
Nach dem Tod von Sucharda im Jahre 1916 wurde er Professor an der Prager Akademie für Kunst, Architektur und Design. Im Jahre 1925 wurde er zum Professor an der Akademie der Bildenden Künste in Prag ernannt.
Kafka war Schöpfer zahlreicher Denkmäler, die er überwiegend im Stil des Art nouveau (Sezession) und des Symbolismus schuf. Er war ein äußerst erfolgreicher Künstler. Er schuf auch zahlreiche Büsten von bekannten Persönlichkeiten der Gesellschaft; so schuf er Büsten von Bedřich Smetana, Jaroslav Vrchlický, Edvard Beneš, Tomáš Garrigue Masaryk etc.
Bohumil Kafka war Träger hoher französischer und tschechoslowakischer Auszeichnungen. Er starb am 24. November 1942 in Prag und wurde auf dem Vyšehrader Friedhof in Prag beigesetzt.

## Monumentalwerke

### Denkmal des Generals Milan Rastislav Štefánikin Bratislava (dt. Preßburg)
Das ursprüngliche Denkmal

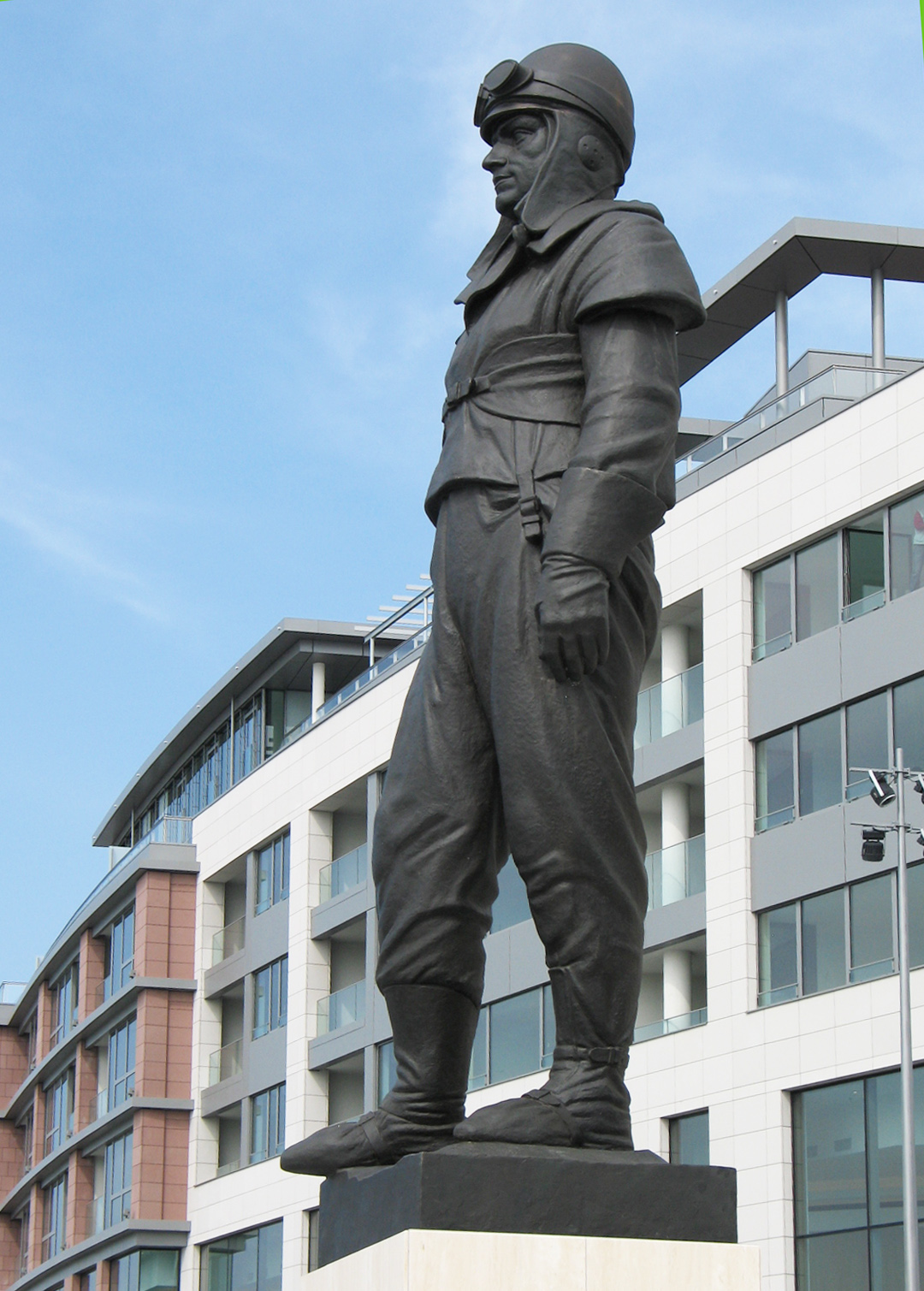
Kopie der Statue von Milan Rastislav Štefánik vor dem Neuen Slowakischen Nationaltheater in Bratislava

Aus Anlass des 10-jährigen Bestehens der Tschechoslowakei im Jahre 1928 wurde der Wunsch geäußert, den ehemaligen Krönungshügelplatz, wo das im Jahre 1921 zerstörte Maria-Theresien-Denkmal in Bratislava stand, erneut mit einem Denkmal zu schmücken. Nach einem Künstlerwettbewerb erhielt Kafka am 28. Oktober 1928 den Auftrag, ein Denkmal zu Ehren des Generals Milan Rastislav Štefánik zu errichten. Die ursprüngliche Konzeption des Denkmals sah eine überlebensgroße – in Erz gegossene – Figur von Štefánik in Fliegeruniform vor, die von vier riesigen Pfeilern (Pylonen) – welche von Löwen gekrönt sein sollten – umgeben war. Die vier Löwen sollten die vier Wappen der die damalige Tschechoslowakei (ČSR) bildenden Länder in den Pranken halten. Gemäß ursprünglichem Terminplan sollte das Denkmal am 28. Oktober 1935 enthüllt werden. Da sich die Arbeiten immer wieder verzögerten, konnte der Termin verschiedenen Gründen nicht eingehalten werden. Jedoch in Kreisen von national bewussten Slowaken stieß das Monument – des „Tschechoslowakischen“ Štefánik – auf immer größeren Widerstand. Deshalb wurde eine zweite Variante vorgelegt, die jetzt nur noch einen Löwen vorsah. Im Jahre 1938 wurde das Denkmal in modifizierter Form realisiert. Im Juni 1940 wurde die Statue des Löwen (auf Veranlassung Adolf Hitlers) entfernt; das Denkmal überstand unbeschadet den Zweiten Weltkrieg. Nach der Machtübernahme durch die Kommunisten schien die Zeit gekommen zu sein, die „bürgerliche Štefánik-Legende“ zu liquidieren. Und so wurde am 31. März 1954 die Štefánik-Statue auf dem von der Polizei hermetisch abgeriegelten Platz demontiert und etwa 1970 eingeschmolzen.
Das neue Denkmal
Nach der Wende entschloss man sich das Štefánik-Denkmal neu zu errichten. Anhand von verbliebenen Fragmenten des alten Denkmals, sowie von kleineren Modellen des ursprünglichen Denkmals die noch aus Kafkas Zeit stammten, sollte die Statue rekonstruiert und ihrer ursprünglichen Größe neu gegossen werden. Die Arbeiten für den Neuguss wurden nach den ursprünglichen Vorlagen von Kafka in der Giesserei DSB Blansko in Tschechien im Jahre 2006 durchgeführt und wurden im November 2007 beendet. Die fertige Skulptur wurde am 20. April 2009 vor dem Gebäude des Neuen Slowakischen Nationaltheaters am Donauufer aufgestellt.

### Denkmal des Jan Žižka am Prager Berg Vítkov

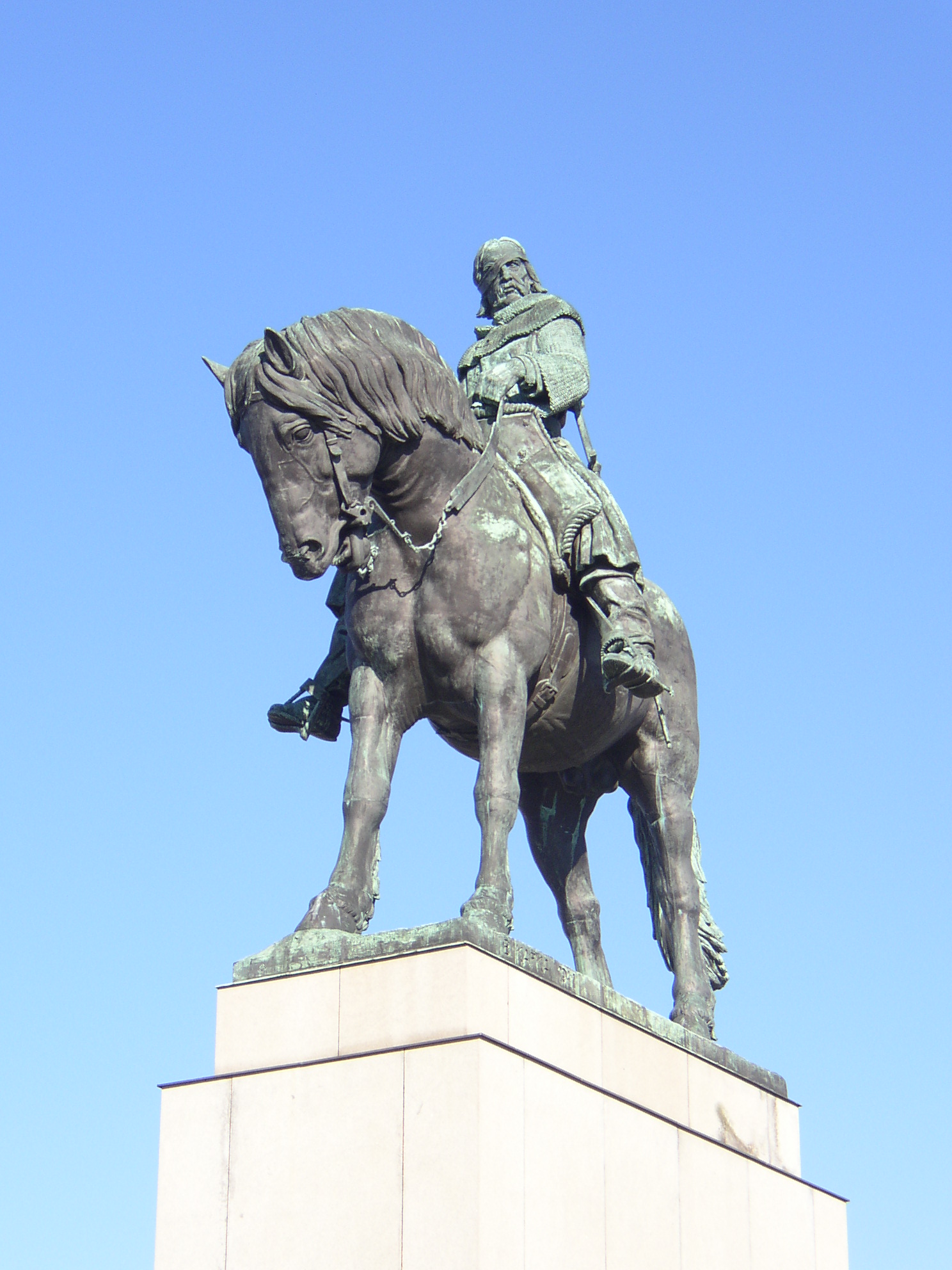
Reiterstatue des Jan Žižka am Veitsberg in Prag

Die Reiterstatue des Jan Žižka von Trocnov ist die drittgrößte Reiterstatue der Welt. Sie wurde in Bronze in Einzelteilen gegossen und anschließend zusammengebaut. Kafka fertigte die ersten zeichnerischen Entwürfe für die Statue bereits im Jahre 1931 an. Im November 1941 fertigte er ein erstes Gipsmodell der Statue an. Wegen des Krieges konnte die Statue vorerst nicht realisiert werden, der 1942 verstorbene Künstler sah sein fertiges Werk nicht mehr. Der Guss konnte erst nach dem Krieg beendet werden. Die Einweihung erfolgte am 14. Juli 1950. Die Statue hat ansehnliche Maße: Höhe 9,0 Meter, Länge 9,6 Meter und hat ein Gewicht von 16,5 Tonnen. Von der Tschechen wird die Statue als 'Nationales Denkmal' betrachtet. Sie befindet sich am Veitsberg (tsch. Vítkov) im Stadtteil Žižkov.

## Kleinere Arbeiten
- 1919 Der Kuss (Bronze)
- 1922 Orfeus (Bronze)
- 1925 Büste von T. G. Masaryk (Bronze)
- 1926 Das Erwachen (Marmor)
- Denkmal des Malers Josef Mánes (Bronze) unterhalb der gleichnamigen Moldau-Brücke in Prag.